# سونگجونگ-دونگ
سونگجونگ-دونگ (به لاتین: Songjung-dong) یک منطقهٔ مسکونی در کره جنوبی است که در Gangbuk District واقع شده است.